# Festival Le Petit Village
Le festival Petit Village est un festival de musique créé en 1980, situé sur la commune de Lanfains en Bretagne. Il est devenu un événement incontournable dans le paysage culturel des Côtes-d'Armor. Il est d'ailleurs l'un des plus anciens de Bretagne.

## Historique
Le festival est créé en 1980, sur la base d'un fest-noz l'année d'avant. Il était donc consacré au départ à la musique bretonne et avait une vocation culturelle. En 1983, le créateur de la fête ouvre dans une ancienne étable proche du café de la Marine l'un des premiers café-concert de Bretagne. Une association d'une trentaine de bénévoles naît en 1988 et le fest-noz devient la "Nuit Celtique". L'association compte par la suite environ 250 bénévoles. À partir de 1990, le fest-noz s'est transformé en festival. 
En 1998, l’événement rassemble près de 5 000 personnes avec Matmatah. En 1999, après 20 ans d'existence, le festival installe une grande et une petite scène dans un champ proche de la cour du cabaret où il se trouvait auparavant. 
Le rendez-vous est rebaptisé "Festival du Petit Village" et s'ouvre à d'autres styles musicaux (Tiken Jah Fakoly en 2001, Hubert-Félix Thiéfaine et Sheila en 2002, les Wampas). 2002 marquera une nouvelle étape puisque le festival se déroule cette année-là sur deux jours. 
Le public, d'un millier de personnes au départ, atteint 8 000 personnes dans les années 2000, dont 2 000 à 3 000 campeurs sur le site. Un public très diversifié assiste à une programmation allant du rock à la variété, avec diverses musiques du monde (celtique, reggae...). Le rock celtique est représenté lors de chaque édition, avec le précurseur du genre Alan Stivell, des groupes phares de la vague de la fin des années 90 (EV, Glaz, Matmatah, Merzhin, Armens).
Une soirée Breizh'n rock a lieu le 8 septembre 2018. Même si le pub-cabaret à définitivement fermé ses portes au public en 2019, des événements extérieurs sont présentés ponctuellement.
Une soirée reggae baptisée "Fest Reggae Noz" a lieu en semi-plein air dans la cour de la ferme le samedi 14 septembre 2019 en co/réalisation avec le bookeur rennais Cone On Tour.
18 septembre 2021 Kervegans PLANTEC Maracujah The Kov
3 septembre 2022 Soirée Rock'n'Breizh avec Gad Zukes, Digresk, Monty Picon Jean-charles Guichen, Yôme, Lulu's crush
Samedi 19 Aout 2023
Jean-Baptiste Guégan, est la tête d’affiche de cette édition 2023. l’artiste aux deux disques de platine est attendu à 21 h et interprétera, pour cette date unique en Bretagne sur la tournée 2023 de  «Johnny, vous & moi », des chansons de ses trois albums mais aussi des grands titres de « l’idole des jeunes ».
Tarifs: sur place samedi ce sera à 30€, en réservation, la billetterie à 25€ c'est ici
https://yurplan.com/events/Festival-Le-Petit-Village/100425
ou dans les points de vente habituels
Et c'est gratuit pour les moins de 12 ans, pas besoin de billet 

## Programmations

### Années 2020

#### 2023
Samedi 19 Aout 2023 à partir de 19h
- Jean-Baptiste Guégan, Back Ouest, Kervegans, Toxic Frog, Akouztix, The Kov

#### 2022
Soirée Rock'n'Breizh Samedi 3 sept 2022 Gad Zukes Digresk Monty Picon Jean-charles Guichen Yôme Lulu's crush

#### 2021
Le 18 septembre 2021: Kervegans, Plantec ,Maracujah, The Kov

### Années 2010

#### 2019
Soirée "Fest Reggae Noz" (en clin d’œil au premier fest-noz organisé en 1980) dans le hangar et la cour du Petit-Village.
- Samedi 14 sept : Vanupié, Flox, Moja et Raavni

#### 2018
Soirée "Breizh and rock"  en semi-plein air dans la cour de la ferme.
- Samedi 8 sept : Titom, Sonerien Du, Laura Cox Band, O-Nyx

#### 2016
La 35e édition a lieu les vendredi 2 et samedi 3 septembre 2016.
- Vendredi : Manu (ex Dolly), le Bal des enragés, Luke, Ladies Ballbreaker
- Samedi : Deborah Bonham, Sinsemilia, Mass Hysteria, Goulamas'k, Go!Zilla

#### 2014
- Vendredi : Alpha Blondy, Koritni, Tagada Jones, Chaek, IMG, Working Class Zéro, Stallone
- Samedi : Zaho, Da Silva remplacé par Gilles Servat , Zebra, Crucified Barbara, Punish Yourself, La Jarry, ONyx

#### 2012
- Vendredi : Archimède, Merzhin, The Love Me Nots (USA), Les Ramoneurs de Menhirs, Opium du Peuple
- Samedi : Inna Modja, Fatals Picards, Déportivo, Sundyata, Bleech (UK), + scène découvertes

#### 2011

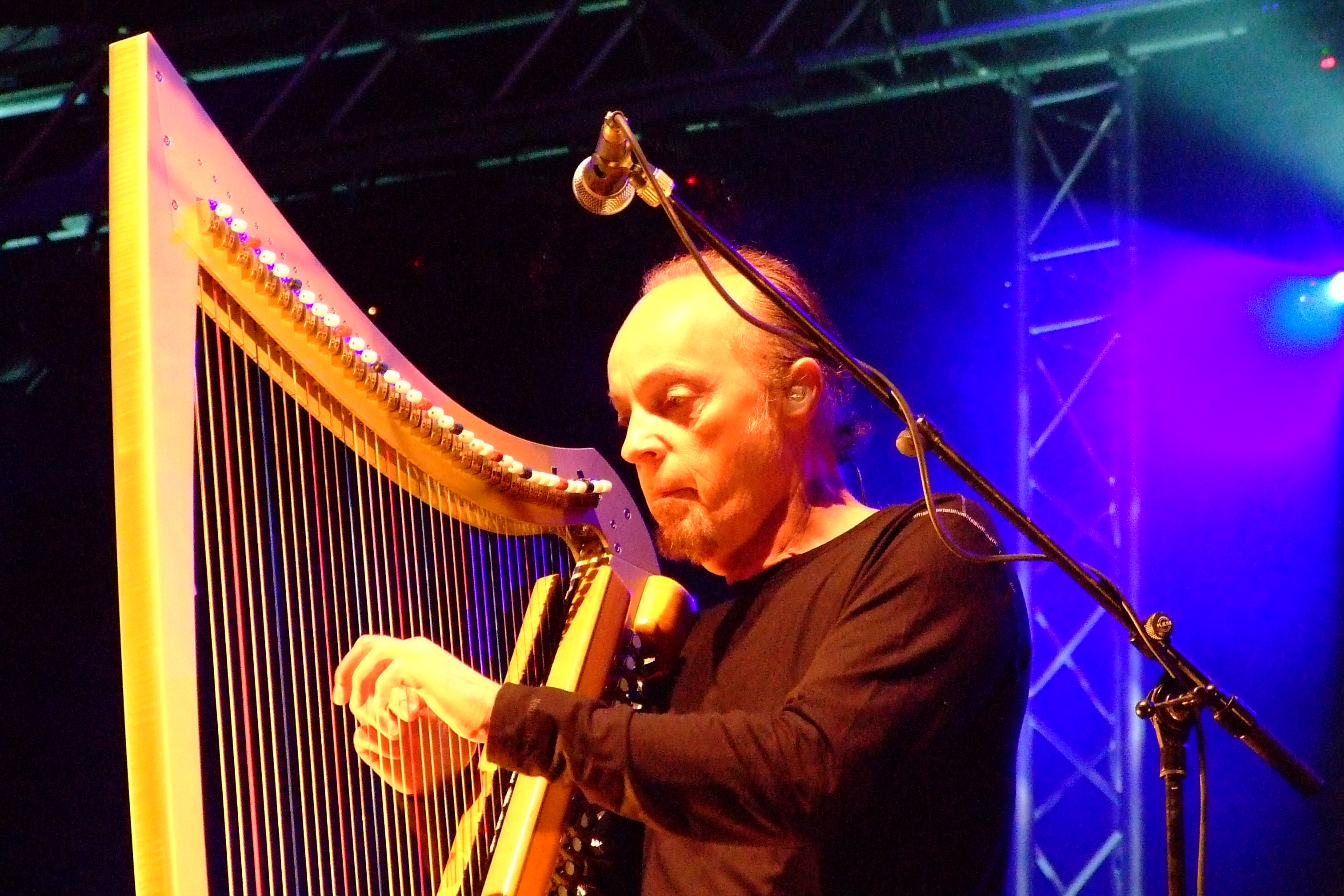
Alan Stivell

- Vendredi : Alan Stivell, Dr Feelgood, Grease Rockers, Iwan B, Raggalendo, Killer Komanski
- Samedi : Jenifer, Pep's, Crucified Barbara, Burning Heads, Since My Accident, The Reactors

#### 2010
- Vendredi : les Plastiscines, The Craftmen Club, Success, Back Ouest, Off Tone
- Samedi : Joyce Jonathan, Tom Frager (avec Gwayav), Elmer Food Beat, Krêposuk, Grease Rockers, Niafengo

### Années 2000

#### 2009

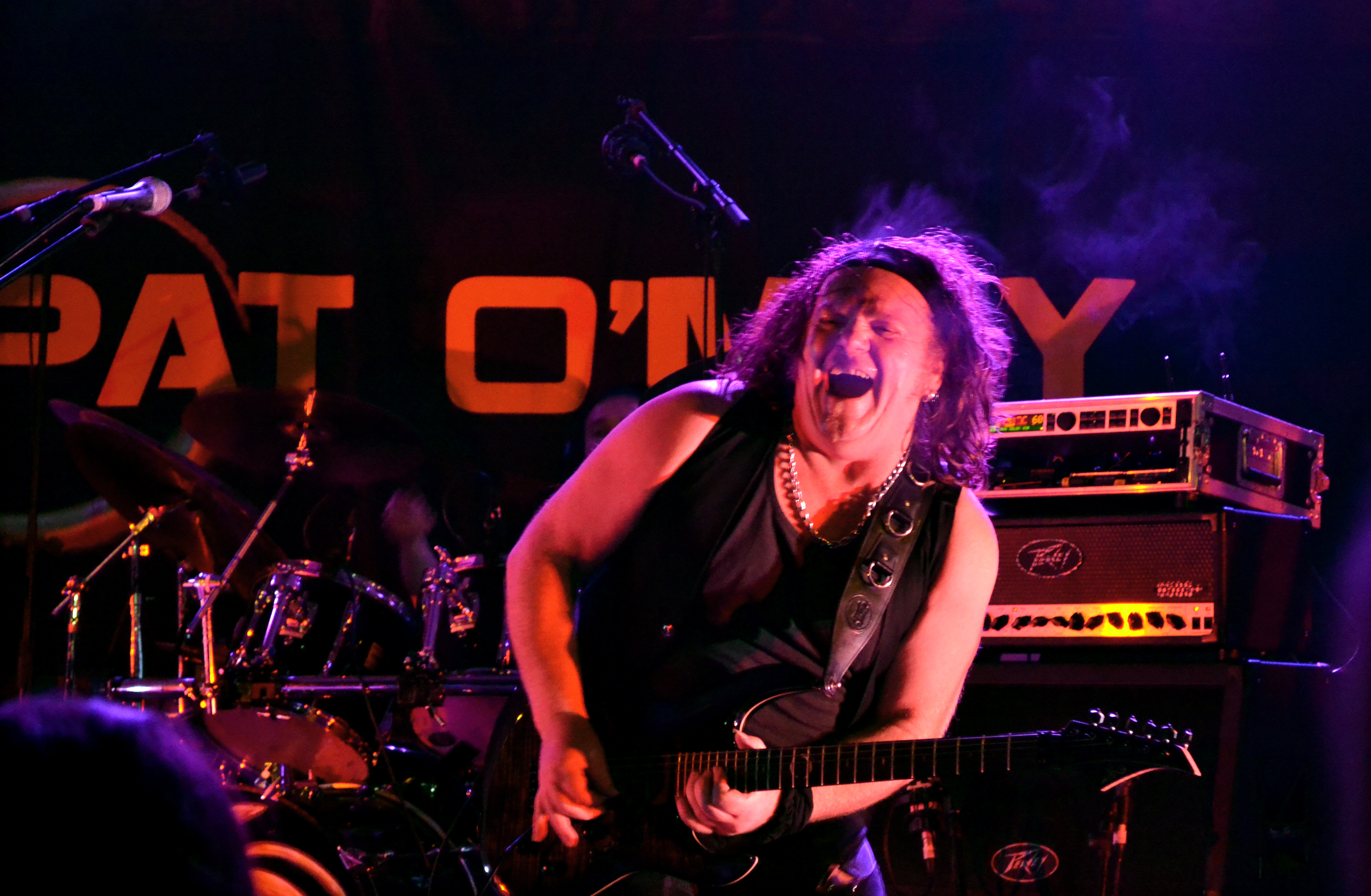
Pat O'May

- Vendredi : Soldat Louis, Red Cardell (avec les frères Guichen, Dan Ar Braz, Louise Ebrel...), Jimme O'Neill, David Pasquet Group, les 3 Fromages
- Samedi : Gwennyn, Pat O'May et le bagad de Guingamp, Marcel et son Orchestre, Sonerien Du, The Booze Brothers, KO et Joséphine, Vertigo

#### 2008
- Percubaba, Dominic Sonic, Plantec, Nevrotic Explosion, Subsonic, Patosgwen, Météor Sound System...

#### 2007

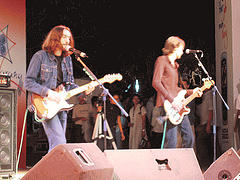
Matmatah

- Matmatah, Mademoiselle K, Inner Terrestrials, Black Label Zone, Raggalendo, Boaz Meg, L'écho du gouet...

#### 2006
- Freedom For King Kong, Tagada Jones, Merzhin, FDB, TV Men, Les V'lacors

#### 2005
- Sonerien Du, Armens, EV, As de Trêfle, Les Caméléons, Sheer K, Faro, PopMusikMaker, Kolors

#### 2004

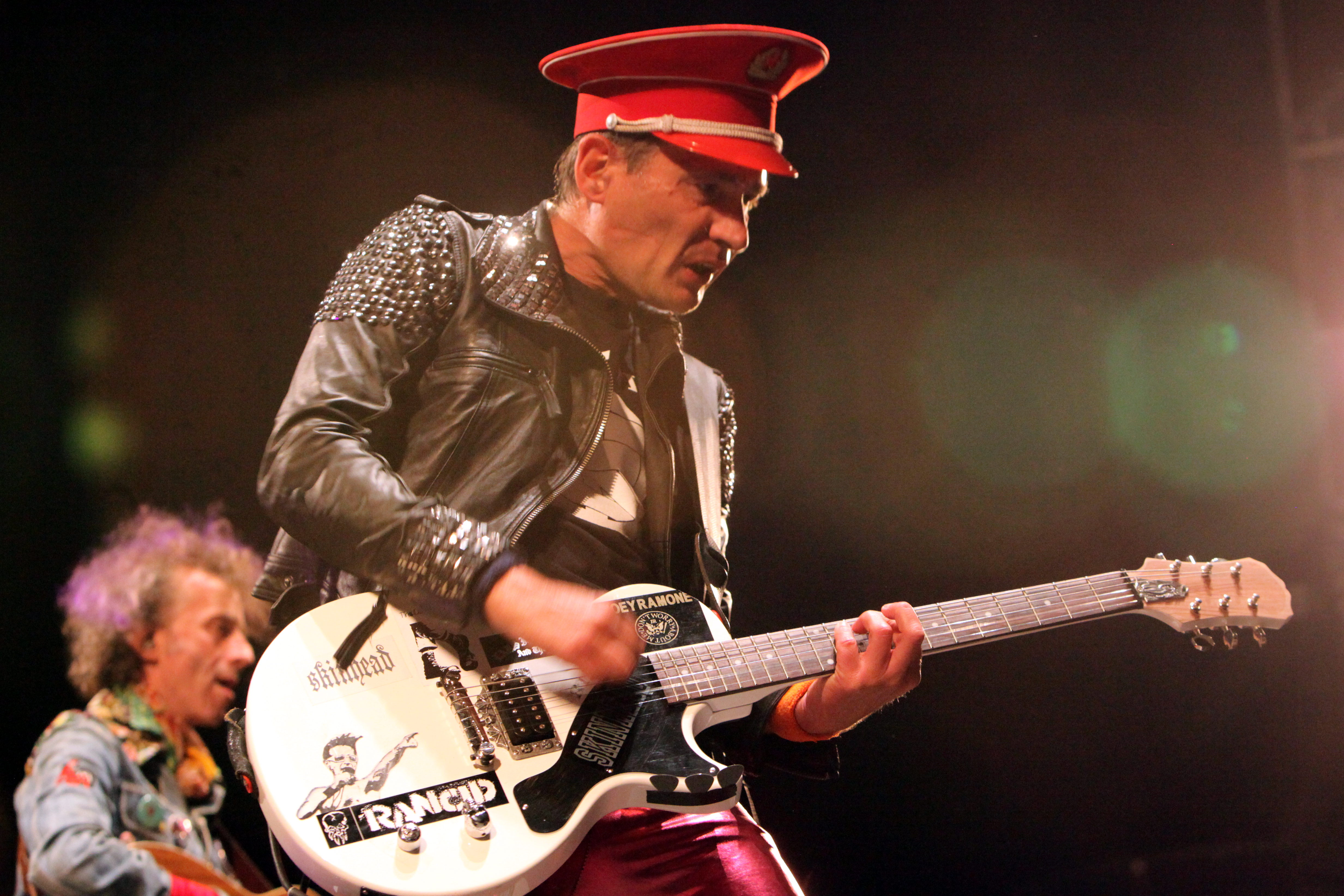
Didier des Wampas

- Vendredi : Merzhin, No More Babylon, Earl Sixteen, Frédérique
- Samedi : Les Wampas, Soldat Louis, La Grande Sophie, Sonerien Du, Siian, Faro (remplacement de Shooter), Philippe Ménard

#### 2003
- Red Cardell, KGB, Zencool, 2 Fingers, Sonerien Du, Disco Flash, Marousse, Azelice

#### 2002

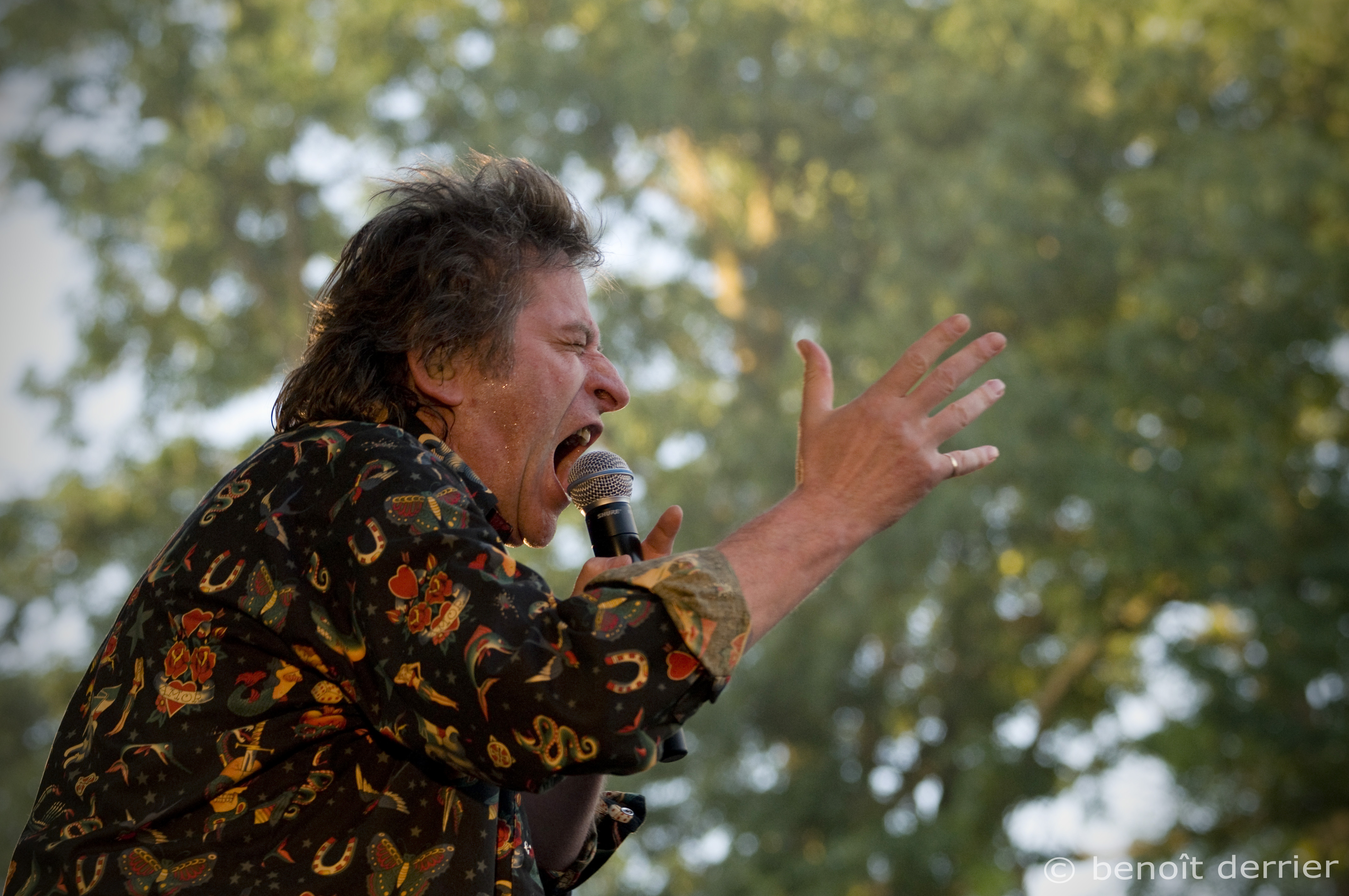
H-F. Thiéfaine

- Samedi : Hubert-Félix Thiéfaine (avec Annie Chancel), Ministère Magouille, Meskaj, King Size, Little Bob, Shatta Sound Crew
- Dimanche : Sheila, Eve Angeli, Black Label Zone, Taranim

#### 2001
- Gwenc'hlan, les Naufragés, Tiken Jah Fakoly & les Djelys, Diaouled ar Menez (+ invités), frères Morvan, Overstep, Karma,

#### 2000

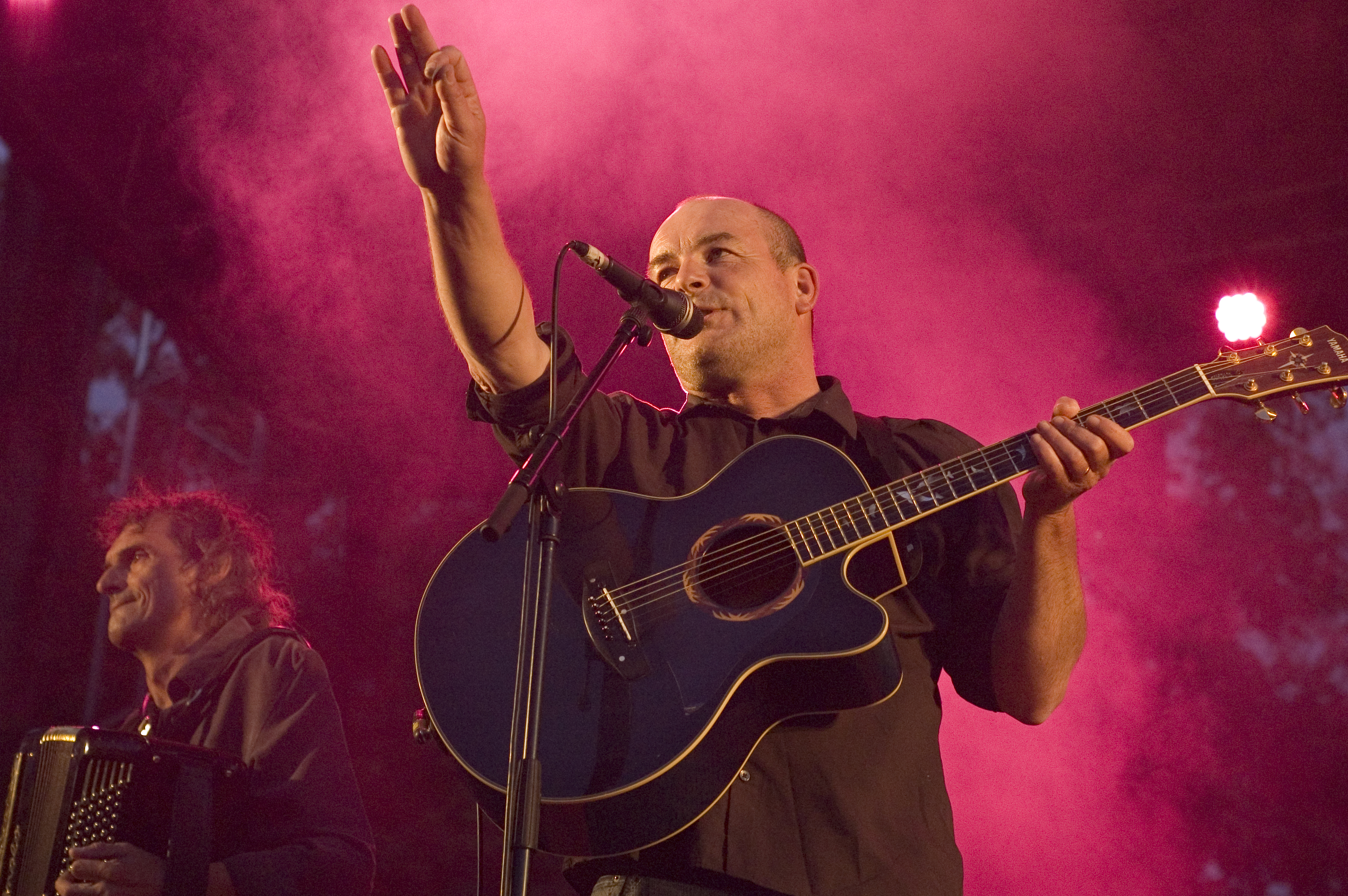
Red Cardell

- Red Cardell, EV, Séméon Lenoir, Hyaëna, Zapotain, Bates Motel, FMB, Korventenn, les Chantouses de Kerlo, les sonneurs Hillion-Besrechel, Nathalie Brignonen[7]

### Années 1990

#### 1999
- Stone Age, Merzhin, Sonerien Du, FMB, Carré Manchot, Qui.

#### 1998
- Matmatah, Armens, Black Label Zone, Sonerien Du